# South Hetton
South Hetton – wieś w Anglii, w hrabstwie Durham. Leży 11 km na wschód od miasta Durham i 376 km na północ od Londynu. W 2001 miejscowość liczyła 2505 mieszkańców.